# James Smith (regatista)
James Smith   (Nova York, 15 de desembre de 1909 - San Diego, 24 de novembre de 1982) va ser un regatista estatunidenc que va guanyar una medalla olímpica. Es graduà a Universitat Harvard.
El 1948 va prendre part en els Jocs Olímpics d'Estiu de Londres, on a bord del Llanoria i en companyia de Herman Whiton, Alfred Loomis, James Weekes i Michael Mooney, guanyà la medalla d'or en la prova dels 6 metres.